# Héliastes
Les héliastes (ἡλιασταί) sont les membres des tribunaux grecs dans l'Antiquité. Ils étaient désignés par l'ecclésia.
Ils juraient le serment des Héliastes (ho heliastikos horkos).
L'Héliée était le tribunal populaire. Composé de 6 000 citoyens de plus de 30 ans (les héliastes), il était chargé de rendre la justice. Les membres de l'Héliée étaient désignés par tirage au sort tous les ans par l’Ecclésia, parmi les volontaires, 600 par tribu. Les héliastes siègent sur des bancs de bois recouverts de nattes de jonc, tandis que le magistrat présidant l’audience siège sur une haute estrade appelée en grec ancien βῆμα. Les Thesmothètes les répartissent en jurys ou dikastéria.  
Sous Périclès, les héliastes recevaient un salaire quotidien d'une obole, montant porté à trois oboles par Cléon en 425 av. J.-C. L'Héliée est alors fréquentée par le petit peuple désireux de percevoir ce maigre salaire, ou par des vieillards. Le système judiciaire admet alors des dérives, instrument aux mains des démagogues ou détournement de son rôle par les sycophantes. Les héliastes sont moqués par Aristophane, en particulier dans sa pièce Les Guêpes.